# Deep Ravine-Clear Water
Deep Ravine-Clear Water es una localidad de Trinidad y Tobago, que forma parte de la región de Mayaro-Rio Claro.

## Geografía
La localidad abarca parte de la isla Trinidad y limita al norte con Ecclesville, al sur con Abysinia Village, al este con Agostini Village y al oeste con Ecclesville, Río Claro y Mora Settlement.

## Demografía
Datos demográficos de la localidad de Deep Ravine-Clear Water:
| Gráfica de evolución demográfica de Deep Ravine-Clear Water entre 2000 y 2011 |
|                                                                               |